# Болльнес (клуб по хоккею с мячом)
«Болльнес» ГИФ — команда по хоккею с мячом из Болльнеса. Играет в Элитсерии. Основана в 1895 году. Командные цвета: сине-оранжевые. Наивысшие достижения за всю историю команды — 2 победы в чемпионатах Швеции, 2 победы в Кубке мира и 1 победа в Кубке чемпионов Эдсбюна.

## История
Спортивно-физкультурное общество Болльнеса (швед.: Bollnäs GoIF / DB) было создано в 1895 году. Хоккейная команда свой первый матч сыграла в 1906 году. В 1943 году Болльнес впервые вышел в финал национального первенства, но уступил там Вестеросу. Наивысшего успеха команда достигла в 50-х годах, что совпало с периодом выступления за команду известного шведского эстрадного певца Йёсты «Снуддаса» Нурдгрена, исполнителя хита 1952 года «Любовь сплавщика леса». В 1951 году Болльнес выиграл чемпионат Швеции, а в 1956 году повторил свой успех. В этих сезонах Болльнес оба раза встречался в финале с Эребру, причём оба финала заканчивались с одинаковым счётом 3:2.
В 1960 году Болльнес впервые покинул Высшую лигу, но не надолго. Вернувшись и проведя в ней несколько лет, в 1968 году клуб снова попал в плей-офф. В 70-х известность клуба опять повысилась. Клуб регулярно выходил в плей-офф, но ни разу не смог пройти дальше полуфинала. Последним «золотым» годом Болльнеса стал 1980-й, когда в четвертьфинале он встретился с клубом Болтик. Сыграв три упорнейших матча, Болльнес уступил место в полуфинале своему оппоненту. Болтик в тот год завоевал титул чемпиона Швеции. Год спустя Болльнес покинул Высшую лигу.
Этот период стал черным в истории клуба. Большую часть 80-х и 90-х Болльнес провел в низшей лиге шведского первенства, ненадолго возвращаясь в Высшую и снова из нее вылетая. В 1997 году Болльнес вновь вернулся в элиту и с тех пор ее не покидал.
В сезоне 1989/1990 за Болльнес ГИФ выступал Николай Афанасенко.
В настоящее время за клуб выступают игроки национальных сборных Швеции: Пер Хельмюрс и Финляндии: Вилле Аалтонен и Самули Хелавуори.

## Достижения
- Чемпион Швеции: 2

- 1951, 1956

- Вице-чемпион Швеции: 4

- 1956, 2009/10, 2010/11, 2016/17

- Финалист Кубка Швеции: 1

- 2010

- Обладатель Кубка мира: 2

- 2005, 2019

- Финалист Кубка мира: 1

- 2008

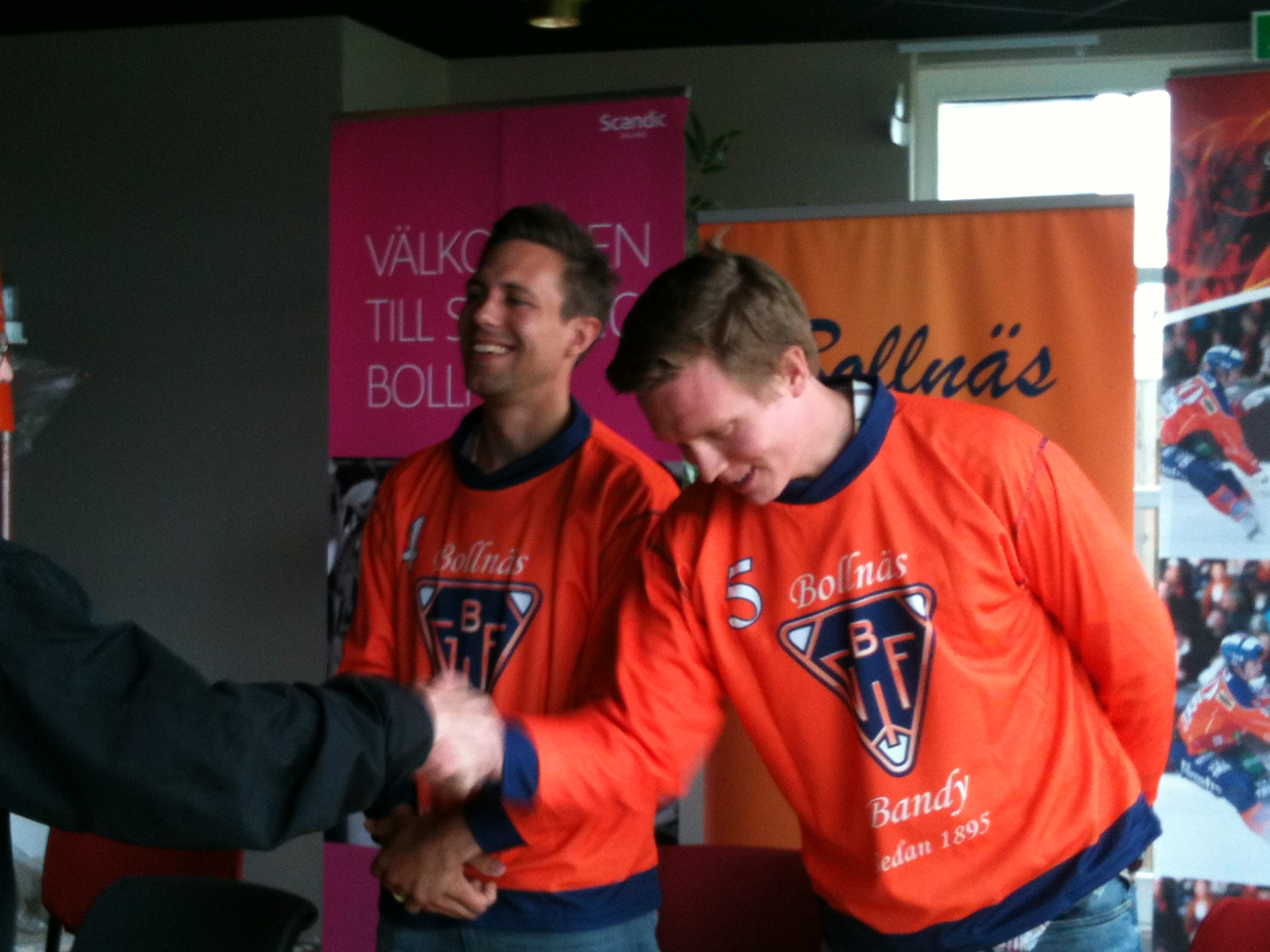
Пер Хельмюрс и Даниель Берлин на пресс-конференции 30 мая 2014

- Обладатель Кубка чемпионов Эдсбюна: 1

- 2014

- Финалист Кубка чемпионов Эдсбюна: 1

- 2011

## Известные игроки
- Йёста «Снуддас» Нурдгрен
- Ульф «Уффе Туфф» Фредин
- Магнус Гранберг
- Оке Миккельссон
- Карл-Эрик Шеберг
- Бенгт Эрикссон
- Мартин «Лиллен» Юханссон
- Боссе Скарпс
- Улле Линдгренн
- Ян-Эрик «Флинкен» Флинк
- Лаге Нурден
- Хокан Карлссон
- Николай Афанасенко
- Ханс Острём
- Вячеслав Саломатов
- Юрий Лахонин
- Павел Гаврилов
- Андерс Спиннарс
- Тимо Оксанен
- Вилле Аалтонен
- Андреас Вест
- Пер Хельмюрс
- Даниэль Моссберг

## Состав команды

### Игроки
| 1  | Флаг Швеции    | Вр  | Патрик Айонен     | 1994 |  |  |  |  |
| 72 | Флаг Финляндии | Вр  | Пертти Виртанен   | 1986 |  |  |  |  |
|    |                |     |                   |      |  |  |  |  |
| 2  | Флаг Швеции    | Защ | Йенс Вийк         | 1992 |  |  |  |  |
| 6  | Флаг Швеции    | Защ | Маркус Столь      | 1985 |  |  |  |  |
|    |                |     |                   |      |  |  |  |  |
| 4  | Флаг Швеции    | ПЗ  | Пер Хельмюрс      | 1983 |  |  |  |  |
| 8  | Флаг Швеции    | ПЗ  | Антон Далберг     | 1996 |  |  |  |  |
| 10 | Флаг Швеции    | ПЗ  | Джонатан Сандберг | 1984 |  |  |  |  |

| 14 | Флаг Финляндии | ПЗ  | Самули Хелавуори      | 1991 |  |  |  |  |
| 17 | Флаг Швеции    | ПЗ  | Даниэль Моссберг      | 1981 |  |  |  |  |
| 22 | Флаг Финляндии | ПЗ  | Вилле Аалтонен        | 1982 |  |  |  |  |
| 29 | Флаг Швеции    | ПЗ  | Йеспер Ларссон        | 1997 |  |  |  |  |
| 33 | Флаг Швеции    | ПЗ  | Филип Флодстам        | 2000 |  |  |  |  |
| 55 | Флаг Швеции    | ПЗ  | Оскар Вест            | 2000 |  |  |  |  |
|    |                |     |                       |      |  |  |  |  |
| 20 | Флаг Швеции    | Нап | Кристиан Микельссон   | 1985 |  |  |  |  |
| 45 | Флаг Швеции    | Нап | Кристоффер Фагерстрём | 1992 |  |  |  |  |

### Административно-тренерский штаб
- Генеральный менеджер: Роберт Линдгрен
- Главный тренер: Свенне Ольсон
- Тренер вратарей: Тимо Оксанен
- Тренер по ОФП: Магнус Келлер